# NGC 4666
NGC 4666 est une galaxie spirale intermédiaire située dans la constellation de la Vierge. Sa vitesse par rapport au fond diffus cosmologique est de 1 852 ± 24 km/s, ce qui correspond à une distance de Hubble de 27,31 ± 1,94 Mpc (∼89,1 millions d'al). NGC 4666 a été découverte par l'astronome germano-britannique William Herschel en 1784.
La classe de luminosité de NGC 4666 est III et elle présente une large raie HI. Elle renferme également des régions d'hydrogène ionisé. De plus, c'est une galaxie LINER, c'est-à-dire une galaxie dont le noyau présente un spectre d'émission caractérisé par de larges raies d'atomes faiblement ionisés.
La luminosité de la galaxie NGC 4666 dans l'infrarouge lointain (de 40 à 400 µm)  est égale à 1,74 × 1010 {\displaystyle L_{\odot }} (1010,24{\displaystyle L_{\odot }}) et sa luminosité totale dans l'infrarouge (de 8 à 1 000 µm) est de 2,29 × 1010 {\displaystyle L_{\odot }} (1010,36{\displaystyle L_{\odot }}).
À ce jour, 17 mesures non basées sur le décalage vers le rouge (redshift) donnent une distance de 17,053 ± 2,647 Mpc (∼55,6 millions d'al), ce qui est nettement à l'extérieur des valeurs de la distance de Hubble. Cependant, cette galaxie est relativement rapprochée du Groupe local. On obtient souvent des distances assez différentes pour les galaxies rapprochées en se basant sur le décalage en raison du mouvement propre de ces galaxies dans le groupe où l'amas où elles sont situées. Cette valeur est peut-être plus près de la distance réelle de cette galaxie. Notons que c'est avec la valeur moyenne des mesures indépendantes, lorsqu'elles existent, que la base de données NASA/IPAC calcule le diamètre d'une galaxie.

## Morphologie

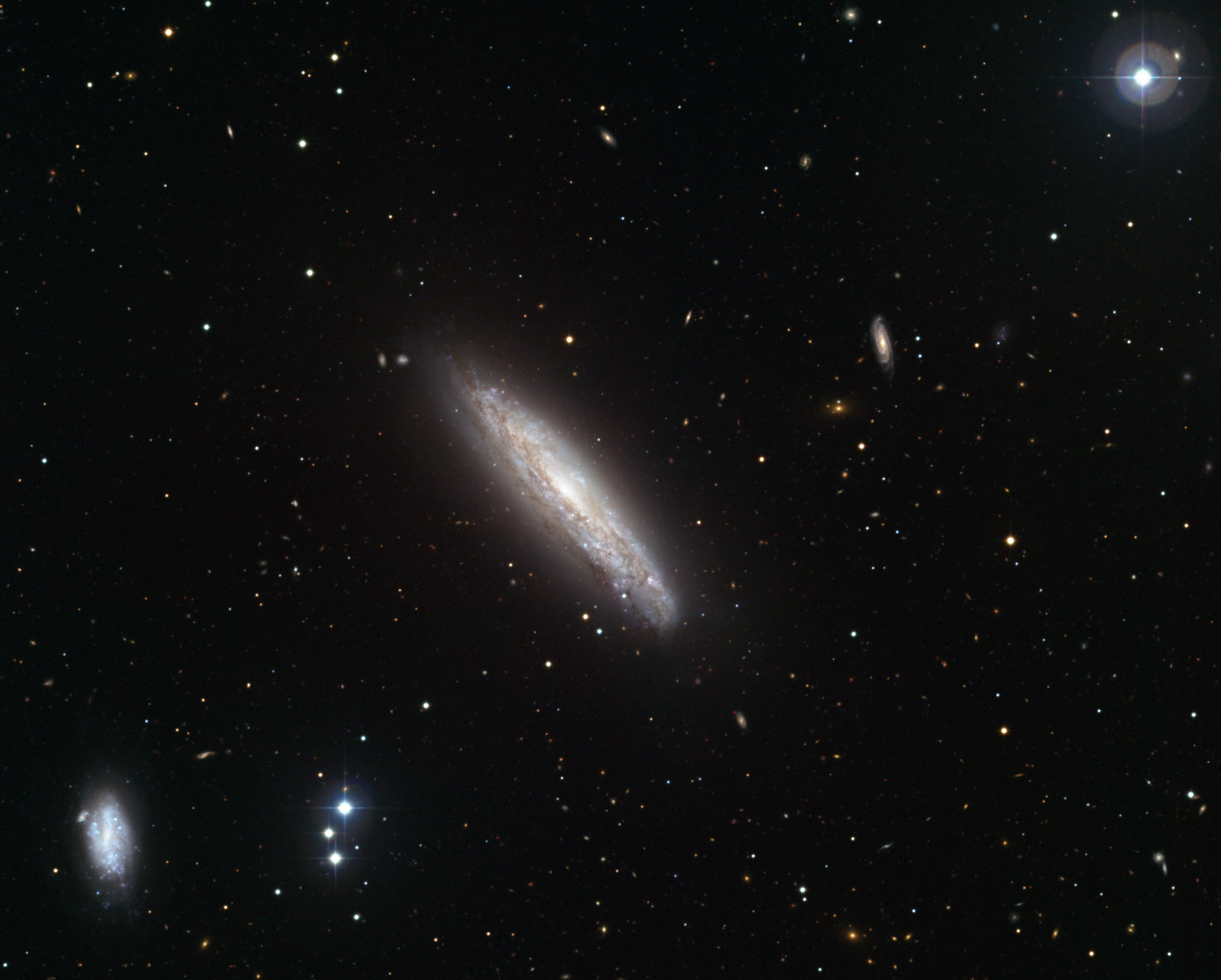
NGC 4666, par le télescope de 2,2 mètres MPG-ESO de observatoire La Silla.

NGC 4666 a été utilisée par Gérard de Vaucouleurs comme une galaxie de type morphologique SAB(s)c sp dans son atlas des galaxies,.
Eskridge, Frogel et Pogge ont publié un article en 2002 décrivant la morphologie de 205 galaxies spirales ou lenticulaires rapprochées. Les observations ont été réalisées dans la bande H de l'infrarouge et dans la bande B (le bleu). Selon Eskridge et ses collègues, NGC 4666 est de type Sbc? dans la bande B et SBc? (edge-on) dans la bande H. On voit presque par la tranche la galaxie NGC 4666. Son noyau brillant est intégré dans une mince barre de forte brillance de surface. Le bulbe de NGC 4666 est petit et aplati. Il semble y avoir une structure en spirale émanant des extrémités de la barre, mais l’inclinaison du système rend le motif en spirale difficile à voir. Si motif spiral il y a , il est cotonneux plutôt que de grand style. Les extrémités de la barre et du disque sont pleines de nœuds en formation d’étoiles et de régions d’extinction. 

## Le super vent de NGC 4666

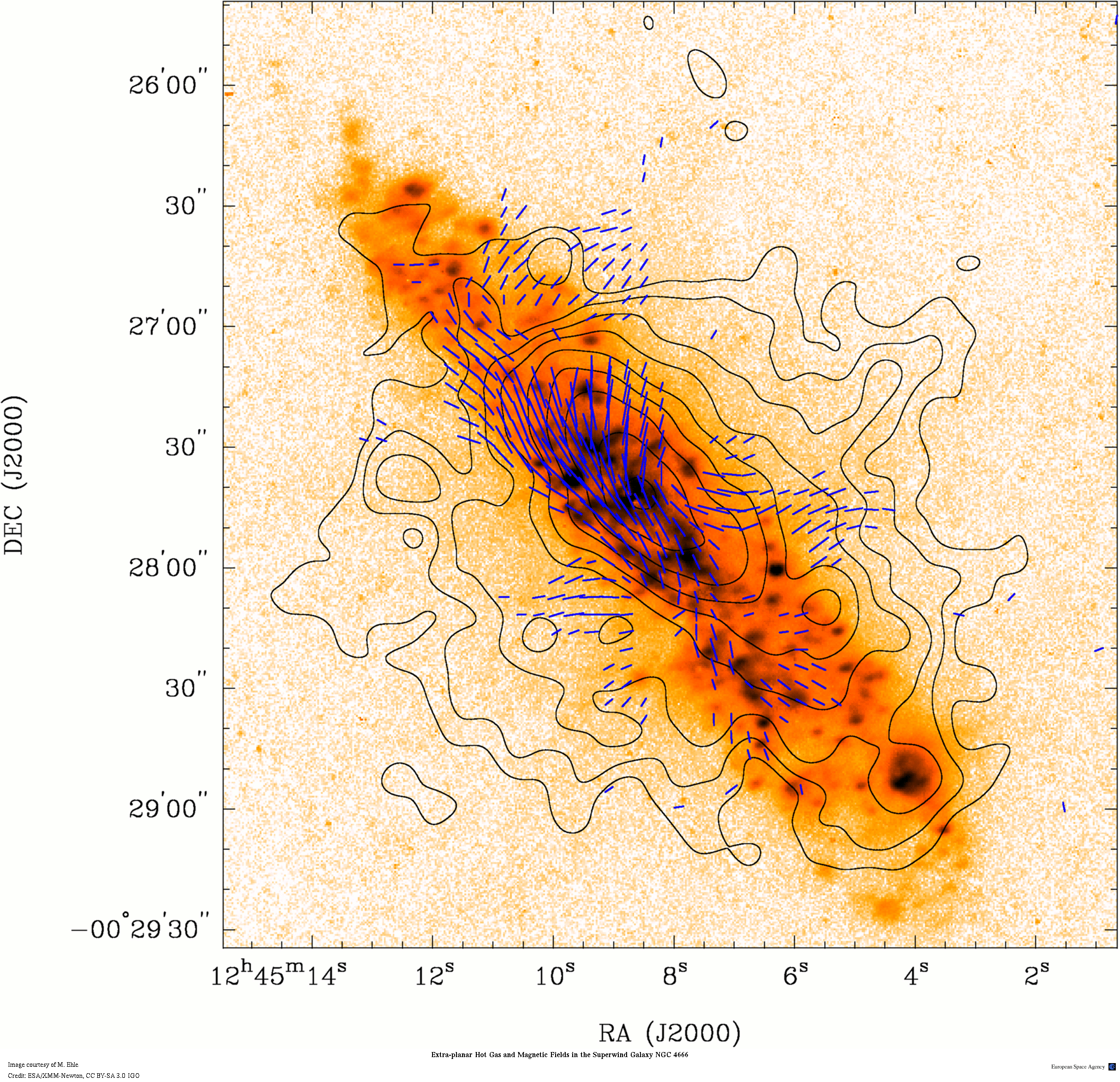
Superposé à une image en lumière visible, les courbes indiques les émissions de rayons X. (XMM-Newton, ESA)

NGC 4666 est une galaxie à sursaut d'étoiles où il se produit une intense activité de formation d'étoiles. On pense que cette activité provient de l'interaction gravitationnelle avec les galaxies voisines dont NGC 4668 que l'on voit au bas et à gauche sur l'image prise à l'observatoire de La Silla. Une combinaison de supernovas et des forts vents stellaires produits par les étoiles massives a entraîné un écoulement des gaz hors de la galaxie vers l'espace. C'est ce que l'on nomme un « super vent » galactique (en).
Les observations du satellite XMM-Newton de l'Agence spatiale européenne (ESA) dans le domaine des rayons X ont montré les extensions de gaz chaud hors de la galaxie au-dessus des zones de formation d'étoiles.

## Supernova
Deux supernovas ont été découvertes dans NGC 4666 : SN 1965H et SN 2019yvr.

### SN 1965H
Cette supernova a été découverte le 23 mai par l'astronome mexicain Enrique Chavira Navarrete. Cette supernova était de type II.

### SN 2019yvr
Cette supernova a été découverte le 27 décembre par J. Tonry, L. Denneau, A. Heinze et al. dans le cadre du programme ATLAS (Asteroid Terrestrial-impact Last Alert System). Cette supernova était de type Ib.

## Groupe de NGC 4666
NGC 4666 est la galaxie la plus brillante d'un  trio de galaxies qui porte son nom. Les deux autres galaxies du groupe de NGC 4666 sont NGC 4632 et NGC 4668.
Avec une moyenne de 28,9 ± 1,5 Mpc (∼94,3 millions d'al), les distances de Hubble des trois galaxies du trio sont nettement supérieures aux distances obtenues par des méthodes indépendantes du décalage dont la moyenne est égale à  16,9 ± 0,3 Mpc (∼55,1 millions d'al). Ce trio de galaxies s'éloigne donc de la Voie lactée à une vitesse supérieure à la vitesse produite par l'expansion de l'Univers. Aucune source consultée ne mentionne la cause de cela, cause qui provient habituellement de l'attraction gravitationnelle d'un amas de galaxies. Cependant ce trio ne semble pas appartenir à un amas, car cette appartenance n'est mentionnée par personne à ce jour.